# Aljaferia
Aljaferia (arab. قصر الجعفرية Qasr Aljafariya, hiszp. Palacio de la Aljafería) – ufortyfikowany średniowieczny pałac muzułmański, zbudowany w II poł. XI w. w stylu mudéjar na terenie taifatu Saragossy w muzułmańskim Al-Andalus. Najokazalszy obiekt mudéjar poza Andaluzją, tworzący triadę najważniejszych zabytków mauretańskich w Hiszpanii; tak jak meczet w Kordobie stanowi najważniejsze świadectwo czasów kalifatu (XI w.), a Alhambra – kultury Al-Andalus (XIV w.), tak pałac Aljafería jest najważniejszą pozostałością czasów niezależnych królestw mauretańskich (taifas). Pierwotnie rezydencja dynastii Banu Hud, zbudowana poza miastem; obecnie pałac mieści Kortezy (regionalny parlament) Wspólnoty Autonomicznej Aragonii.
Rozwiązania ornamentacyjne zastosowane w pałacu stały się pierwowzorem dla sztuki islamskiej na terenie Półwyspu Iberyjskiego i Magrebu. Właśnie tutaj po raz pierwszy w architekturze pojawiają się wielokrotnie nakładające się łuki, które z czasem rozwiną się w formę łuku lambrekinowego, powszechnego w świecie mauretańskim. Postępująca schematyzacja i abstrakcyjność arabeski leży u podstaw późniejszej sztuki nasrydzkiej. Po zdobyciu Saragossy w 1118 przez Alfonsa I Walecznego Aljafería stała się siedzibą królów Aragonii, zaś w 1492 została przebudowana na pałac Królów Katolickich. Kolejna przebudowa (1593) przekształciła pałac w fortecę. Następne rekonstrukcje wymusiły uszkodzenia budowli podczas oblężeń Saragossy w wojnach napoleońskich. Choć dziś pałac znajduje się w obrębie miasta, jego kontekst jest częściowo zachowany dzięki założeniom parkowo-ogrodowym wokół.

## Elementy kompleksu

### Wieża Trubadura (La torre del Trovador)
Najstarszy budynek kompleksu, czerpiący swa nazwę od powieści romantycznej „Trubadur” Antonia Garcii Gutierreza (1836), której akcja toczy się głównie w Aljaferii. Powieść ta stała się librettem opery „Il trovatore” Giuseppe Verdiego.
Przypuszcza się, że Wieża Trubadura powstała w miejscu dawnej wieży obozu rzymskiego. W IX-X w. pełniła funkcję strażnicy i bastionu obronnego, otoczonego fosą. Do pałacu został włączony dopiero przez rodzinę Banu Hud jako jedna z wież obronnych ściany północnej. W 1468 wieża stała się lochem Inkwizycji.
Wieża jest strukturą obronną na planie kwadratu, dzieloną wewnętrznie na pięć poziomów. Pochodzi z końca IX w., z czasów panowania pierwszego władcy z dynastii Banu Tujib, Muhammada Alanqura. Zewnętrzne mury nie odzwierciedlają podziału na pięć wewnętrznych pięter. Wnętrze pierwszego poziomu zachowuje strukturę z IX w. z dwiema nawami dzielonymi łukami podkowiastymi. Pomieszczenie mogło służyć jako łaźnie. Drugi poziom powtarza układ pierwszego, a dodatkowo zawiera pozostałości murów mauretańskich z XI w. Na trzecim piętrze, również pochodzącym z XI w., na suficie zachowały się motywy geometryczne z domalowanymi w XIV w. imionami Eneasza, Amora i Wenus. Pozostałe dwa piętra zostały zbudowane za czasów Piotra IV Ceremonialnego (XIV w.), łącząc wieżę z pałacem mudéjar. Ich konstrukcja jest już chrześcijańska: łuki podkowiaste zastąpione są przez ostrołuki, a sklepienia płaskimi sufitami.

### Pałac mauretański z okresu taifatu

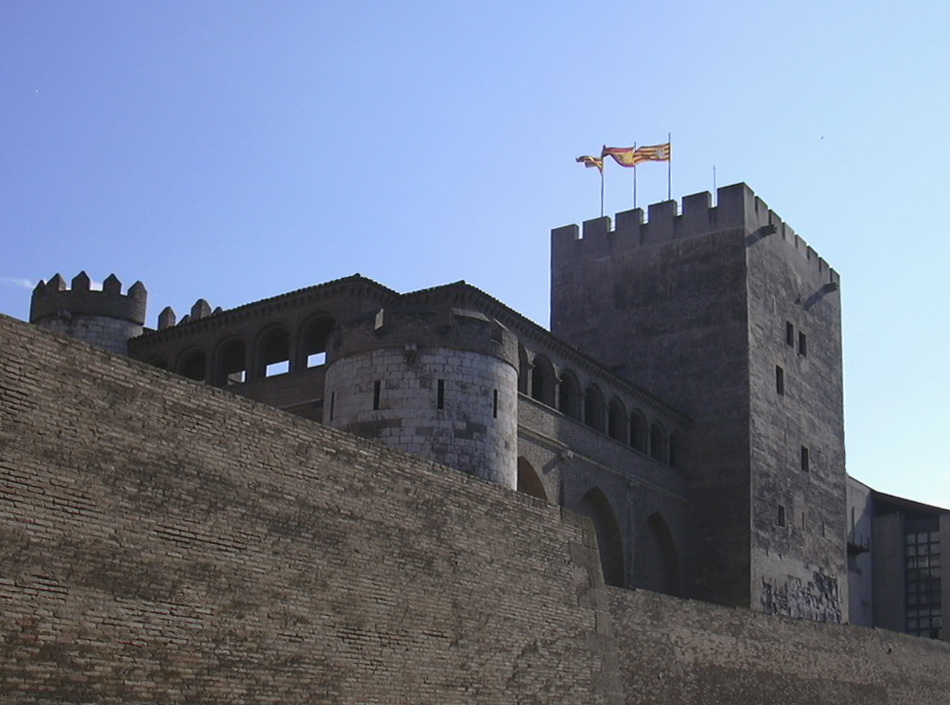
Torre del Trovador

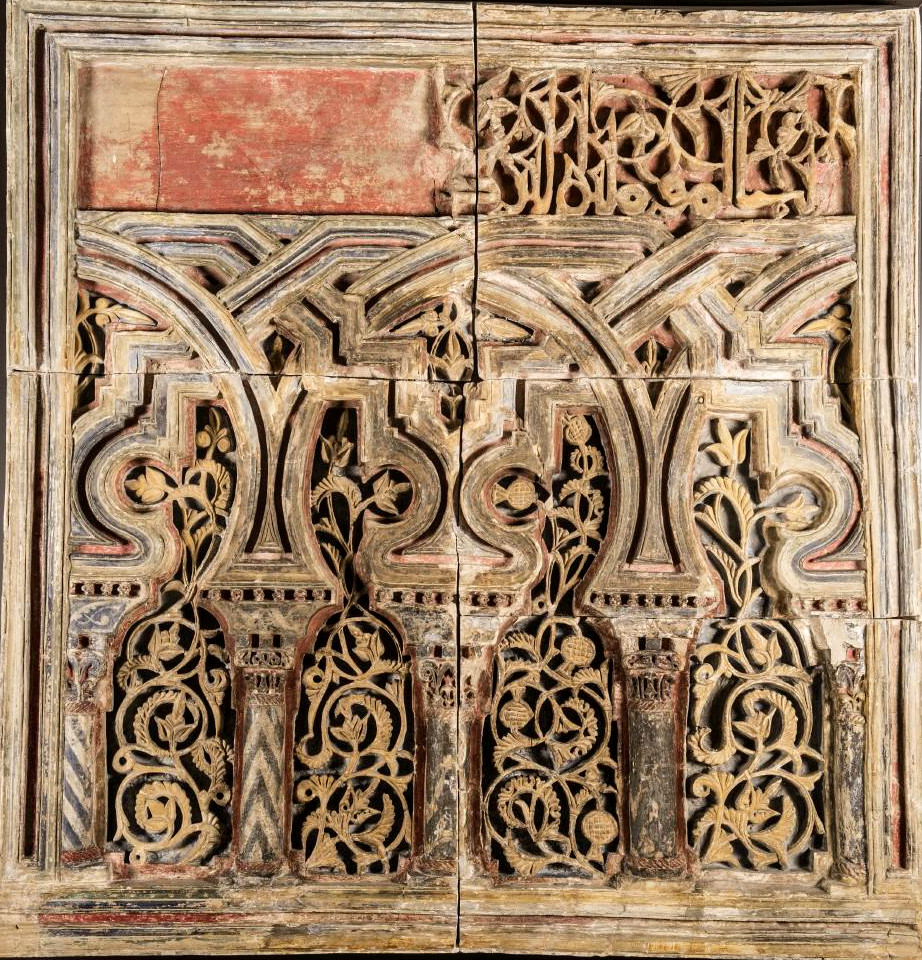
Detal fryzu Sali Złotej z zachowanymi pozostałościami polichromii (XI w.).

Pałac, którego budowę zlecił Abú Ja’far Ahmad ibn Sulaymán al-Muqtadir Billah, drugi władca z dynastii Banu Hud, został w większej części postawiony w latach 1065–1081. Budowa pałacu miała być wyrazem potęgi taifatu Saraqusta w II poł. XI w. Władca nazywał go pałacem Qasr al-Surur (Pałacem Radości), a salę tronową Maylis al-Dahab (Salą Złotą). Nazwa Aljafería (Pałac Jafara) pojawia się po raz pierwszy w tekstach Al-Yazzara as-Saraqusti (aktywnego 1085-1100). Ogólny plan pałacu podąża za umajjadzkimi zamkami pustynnymi dzisiejszej Syrii i Jordanii z I poł. VIII w. Zamki te są oparte na planie kwadratu z wieżami na planie półkola oraz podziałem części centralnej na trzy prostokątne części, z których środkowa zawiera dziedziniec z basenami, a część północna i południowa zawiera kwatery mieszkalne. W Aljaferii plan ten został zrealizowany głównie w części centralnej, zaś plan zabudowy bocznej jest zmodyfikowany. Część północna była ważniejsza od południowej, stąd posiada dodatkowe piętro oraz bogato zdobioną kolumnadę, służącą za teatralne wprowadzenie do sali tronowej. W części tej znajduje się Wieża Trubadurów. Odbicie tej części pałacu w basenie zwiększa odczucie monumentalności królewskiej części pałacu. Na wschodnim krańcu części północnej znajdował się mały prywatny meczet. W końcu XI w. wszelkie rzeźbienia ścian pokryto farbą, przede wszystkim w kolorze czerwonym i niebieskim; ściany niezdobione reliefami obłożone były alabastrem dekorowanym epigraficznie, a na podłogach leżał biały marmur. Późniejsze przebudowy usunęły większość zdobień z tego okresu. Budowa pałacu Królów Katolickich spowodowała również usunięcie łuków podkowiastych na drugim poziomie pałacu.

#### Pomieszczenia strony północnej
Królewskie komnaty strony północnej były wyłożone marmurem i alabastrem, pokrytymi kufickimi inskrypcjami sur z Koranu.
- Wnętrze meczetu. Widoczny mihrab.

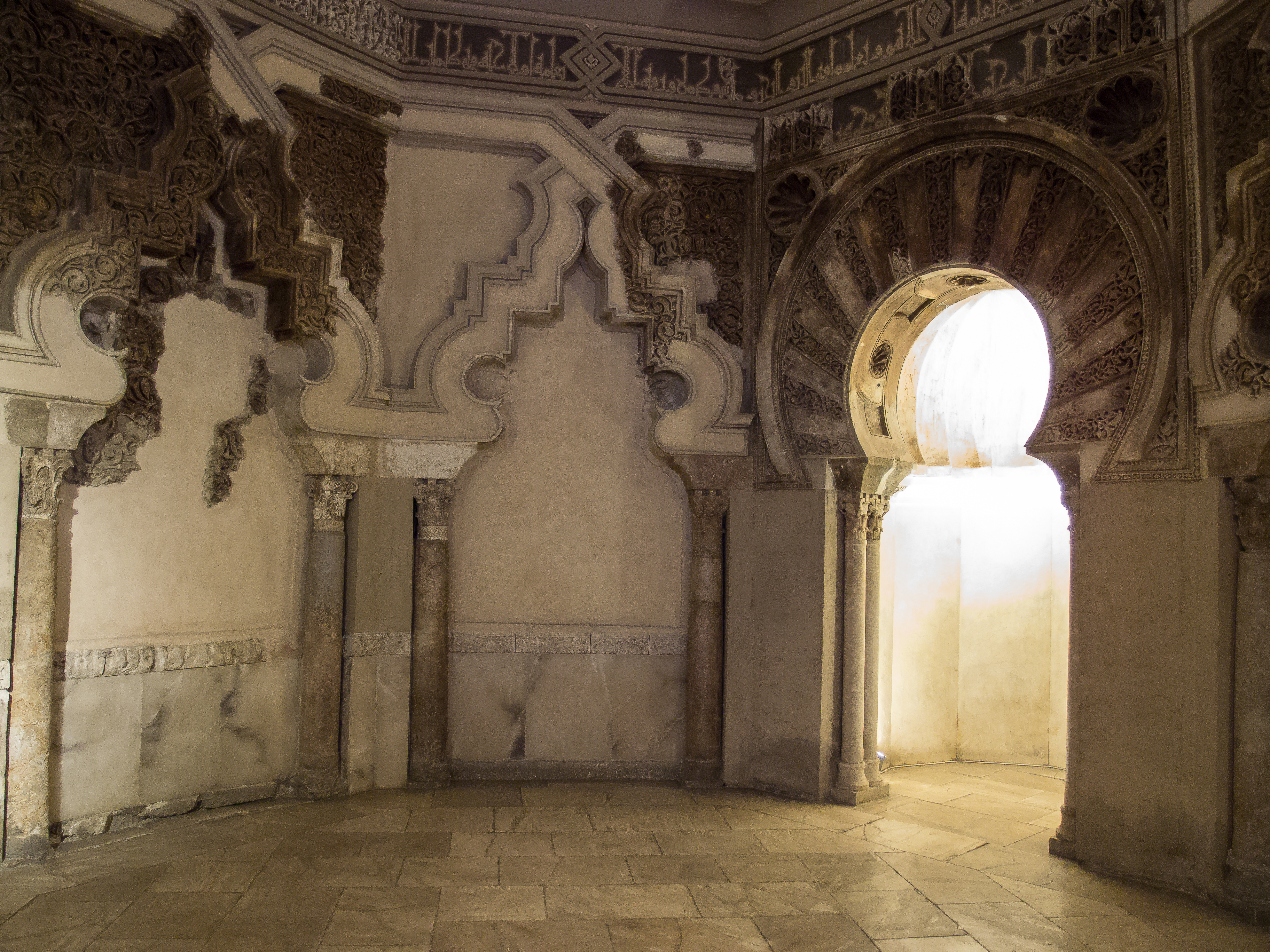
Wnętrze meczetu. Widoczny mihrab.

Sala Złota. Centrum północnej ściany wyznaczał ślepy łuk, imitujący fasadę mihrabu meczetu w Kordobie – tu znajdowało się miejsce władcy. Miejsce to było częściowo widoczne z dziedzińca przez kolumnadę, a oś widokowa kolumnada – łuk wejściowy do sali tronowej – ślepy łuk w ścianie tworzyła iluzję dodatkowej głębi pałacu, podkreślając splendor władcy. Większość dekoracji sali nie zachowała się; nieliczne pozostałości znajdują się w Muzeum Saragossy i w Narodowym Muzeum Archeologicznym w Madrycie. Pierwotnie sufit sali symbolizował niebo, a całe pomieszczenie było wyobrażeniem kosmosu, zawierającego symbole władzy sułtana Saraqusty rozciągającej się nad Wszechświatem, co prawdopodobnie było odniesieniem do jego pochodzenia od kalifów. W portyku wejściowym do Sali Złotej znajdują się nietypowy dla sztuki islamskiej wizerunek zoomorficzny: według różnych interpretacji może to był gołąb, wieśniak lub uskrzydlony człowiek jako symbol władzy monarszej. Właśnie tutaj po raz pierwszy w architekturze pojawiają się wielokrotnie nakładające się łuki, które z czasem rozwiną się w formę łuku lambrekinowego, powszechnego w świecie mauretańskim. Ze swej wschodniej i zachodniej strony Sala Złota oflankowana była prywatnymi sypialniami. Dziś zachowała się tylko sypialnia wschodnia; sypialnia zachodnia była używana przez królów Aragonii do XIV w.
- Dziedziniec św. Elżbiety. Łuki centralne pochodzą z epoki taifatu, łuki z prawej strony zostały wzniesione za Piotra IV Ceremonialnego.

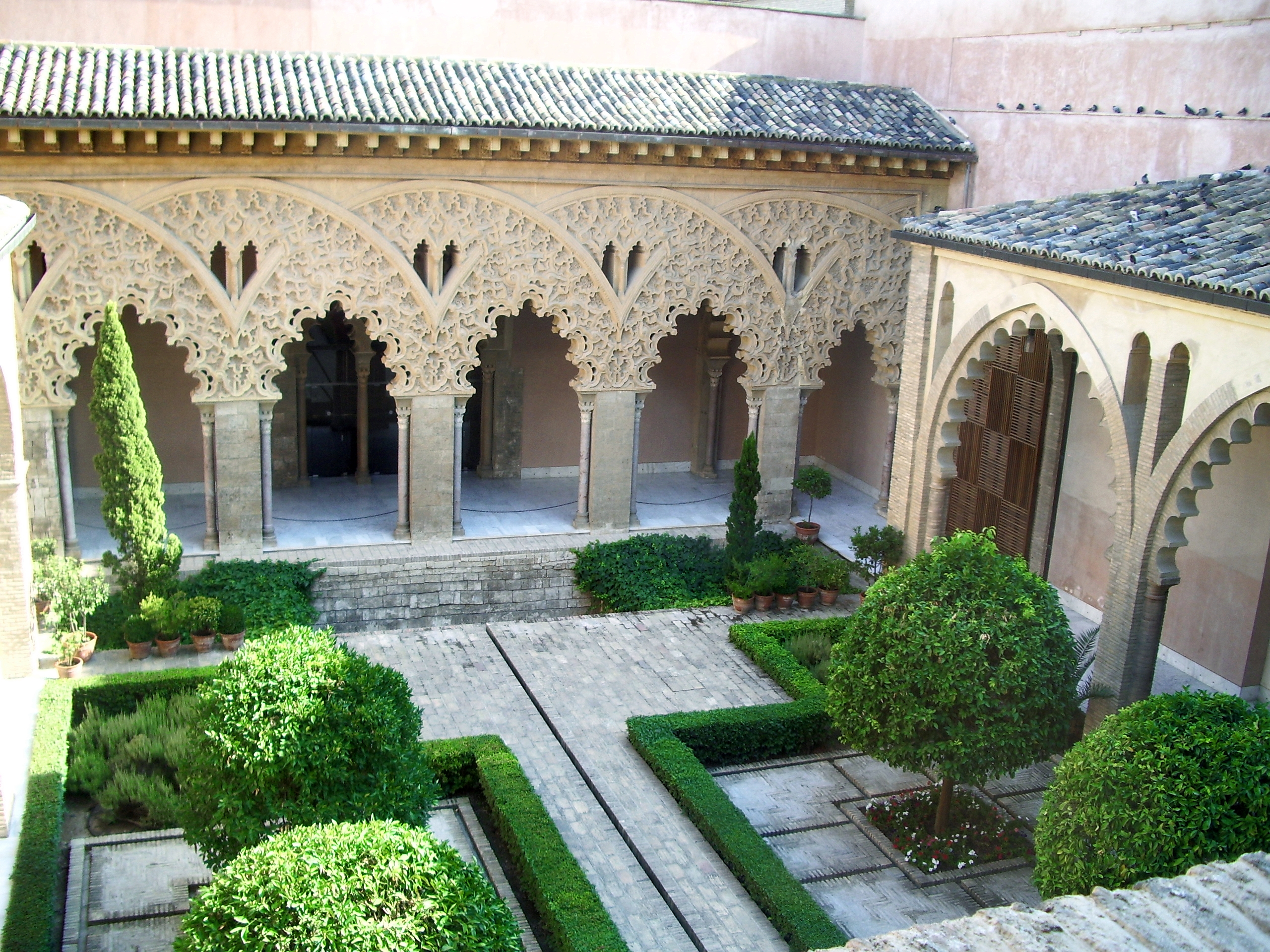
Dziedziniec św. Elżbiety. Łuki centralne pochodzą z epoki taifatu, łuki z prawej strony zostały wzniesione za Piotra IV Ceremonialnego.

Meczet. Wschodni kraniec portyku wejściowego do Sali Złotej prowadzi do małego meczetu. Portyk wejściowy meczetu inspirowany jest meczetem w Kordobie, lecz stosuje nowsze rozwiązania powstałe w sztuce almorawidzkiej i nasrydzkiej. Łuk portyku spoczywa na kolumnach o kapitelach dekorowanych w zgeometryzowane liście (szkoła granadzka). Mihrab skierowany ku Mekce w swej ścianie frontowej zawiera łuk podkowiasty, ponownie wzorowany na meczecie w Kordobie, lecz wykonany z tańszych materiałów (gipsowy stiuk zamiast marmuru). W górnej części jednej ze ścian znajduje się jedyna pozostałość malarstwa ściennego z XI w. w pałacu. Kopuła meczetu nie zachowała się, gdyż zbudowano w jej miejscu piętro Pałacu Królów Katolickich.

#### Dziedziniec św. Elżbiety (El Patio de Santa Isabel)
Dziedziniec ten stanowi otwartą przestrzeń w centrum pałacu, łączącą jego część północną z południową. Od strony północnej i południowej znajdują się portyki; przypuszcza się, że od strony wschodniej i zachodniej znajdowały się pomieszczenia gospodarcze. Nazwę swą dziedziniec czerpie od infantki Elżbiety, która w 1271 urodziła się w Aljaferii, w latach 1282–1325 była królową Portugalii, a w 1625 została ogłoszona świętą. Na dziedzińcu zachował się basen południowy, zaś basen północny zakryto drewnianą podłogą z XIV w.

#### Pomieszczenia strony południowej

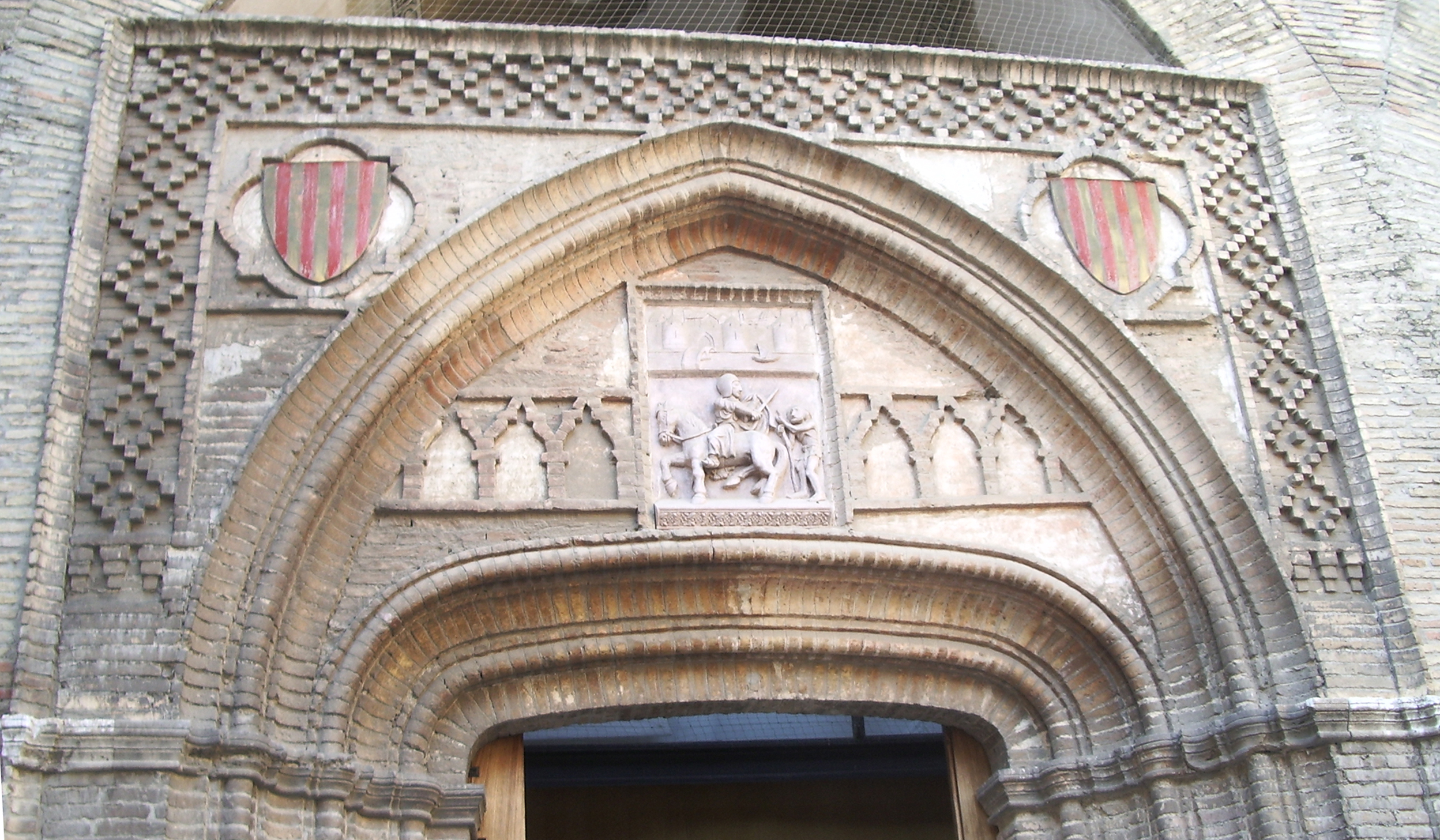
Portyk kaplicy św. Marcina

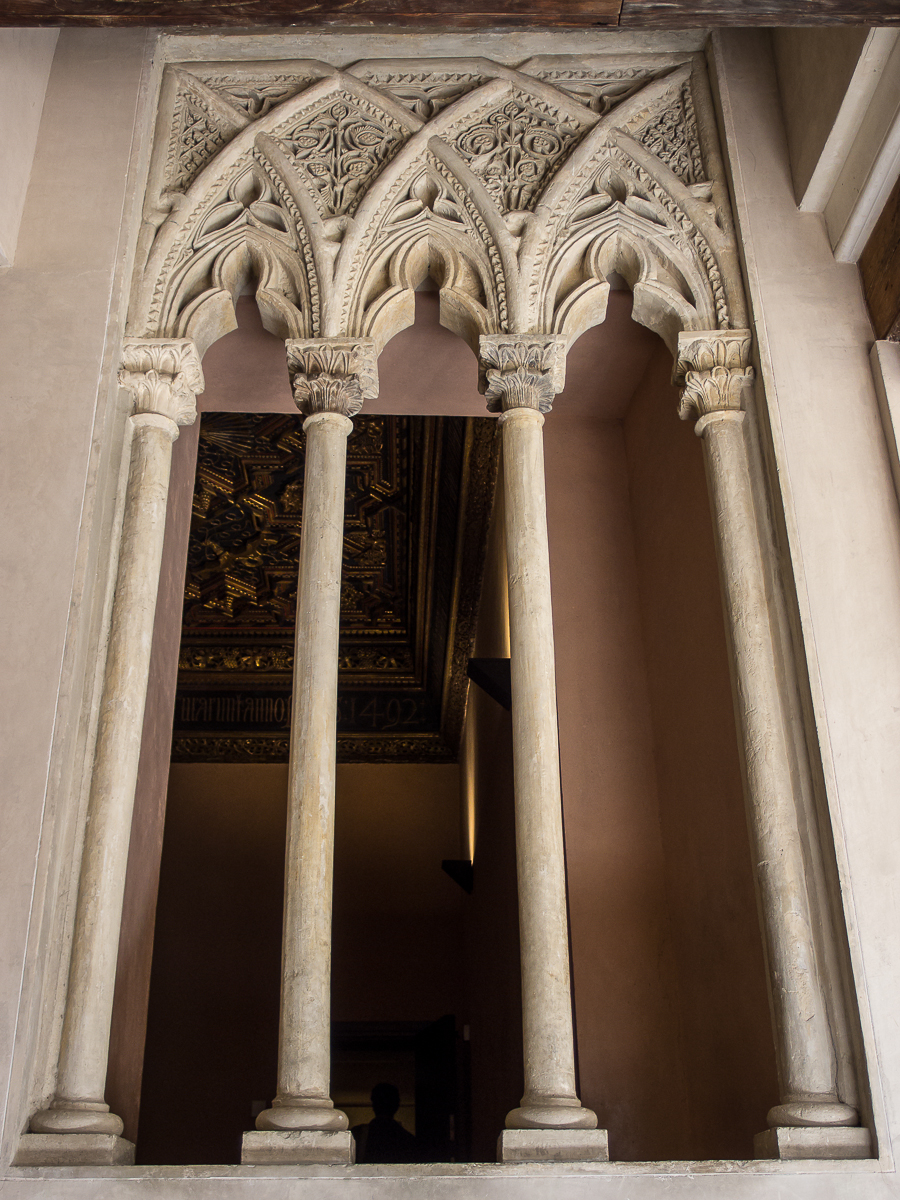
Pałac Piotra IV Ceremonialnego

Portyk strony południowej pełnił funkcję westybulu wielkiej sali południowej, która się nie zachowała. Łuki tego portyku oceniane są jednakże za najbardziej zdobne w całym kompleksie. Ich złożoność, arabeski i barokowy przepych stanowią zapowiedź delikatnej sztuki Alhambry.

### Pałac Piotra IV Ceremonialnego
Po zdobyciu Saraqusty przez Alfonsa I Walecznego (1118) Aljafería użytkowana była jako pałac królewski, lecz właściwa przebudowa ruszyła dopiero w czasach Piotra IV Ceremonialnego (XIV w.). Pałac został powiększony (1336), dodano do niego kaplicę św. Marcina w dziedzińcu wejściowym. W tym czasie Aljafería służyła za miejsce początkowe ceremonialnej trasy królewskiej do katedry, gdzie królowie Aragonii byli koronowani i przysięgali poszanowanie dla fueros.

#### Kaplica św. Marcina (Capilla de San Martín)
Kaplica znajduje się w północno-zachodnim narożniku kompleksu. Wykorzystuje pobliską wieżę jako swoją zakrystię i nadaje dziedzińcowi wejściowemu do kompleksu pałacowego nazwę Dziedzińca św. Marcina. W 1486 obszar Dziedzińca św. Marcina wyznaczono na siedzibę główną Trybunału Świętego Oficjum (Inkwizycji). Kaplicę wzniesiono w stylu gotycko-mudéjar. Nieliczne pozostałości dekoracji wnętrza pozwalają sądzić, że były one inspirowane dekoracją pałacu islamskiego. Portyk kaplicy w stylu mudéjar wzniesiono w czasach Marcina I Ludzkiego. Podczas neoklasycystycznej przebudowy kaplicy (XVIII w.) zasłonięto także fasadę, lecz zmiany te cofnięto w XX w.

#### Pałac mudéjar
Znajdujący się w północnej części kompleksu pałac nie był niezależnym pałacem, lecz rozszerzeniem pałacu mauretańskiego, który w czasach budowy nadal był w użyciu. Budując ten aneks Piotr IV Ceremonialny chciał uzyskać w pałacu większe przestrzenie, gdyż dawne komnaty z okresu taifatu były dla niego za małe. Rozszerzenie pałacu głównego, zrealizowane w stylu mudéjar zachowuje wcześniejszą zabudowę, dopasowując się do niej m.in. wysokością. Z okresu budowy tego pałacu pochodzą także zachodnie arkady Dziedzińca św. Elżbiety oraz mała sypialnia zlokalizowana nad meczetem.

### Pałac Królów Katolickich

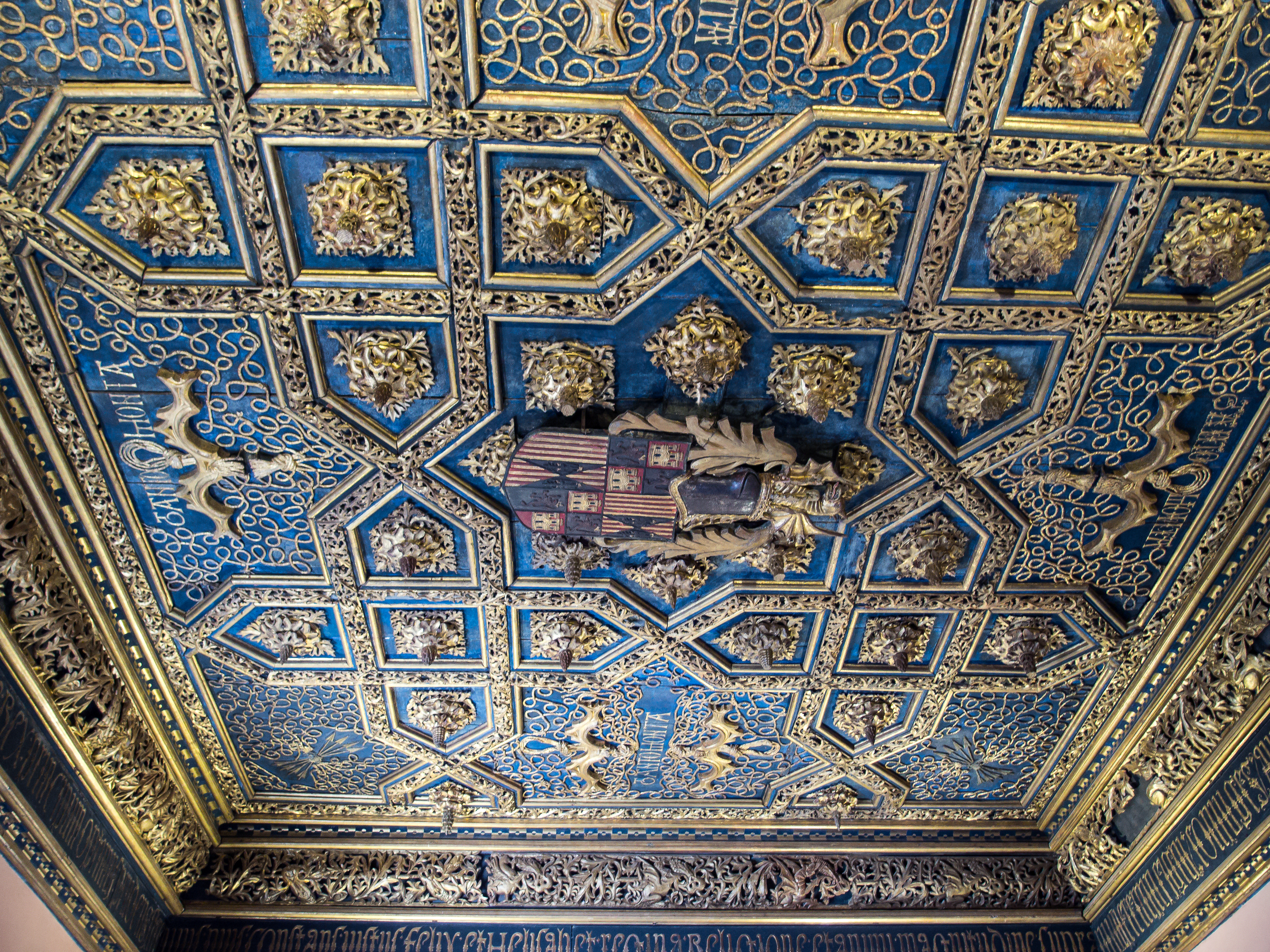
Jeden z sufitów Pałacu Królów Katolickich

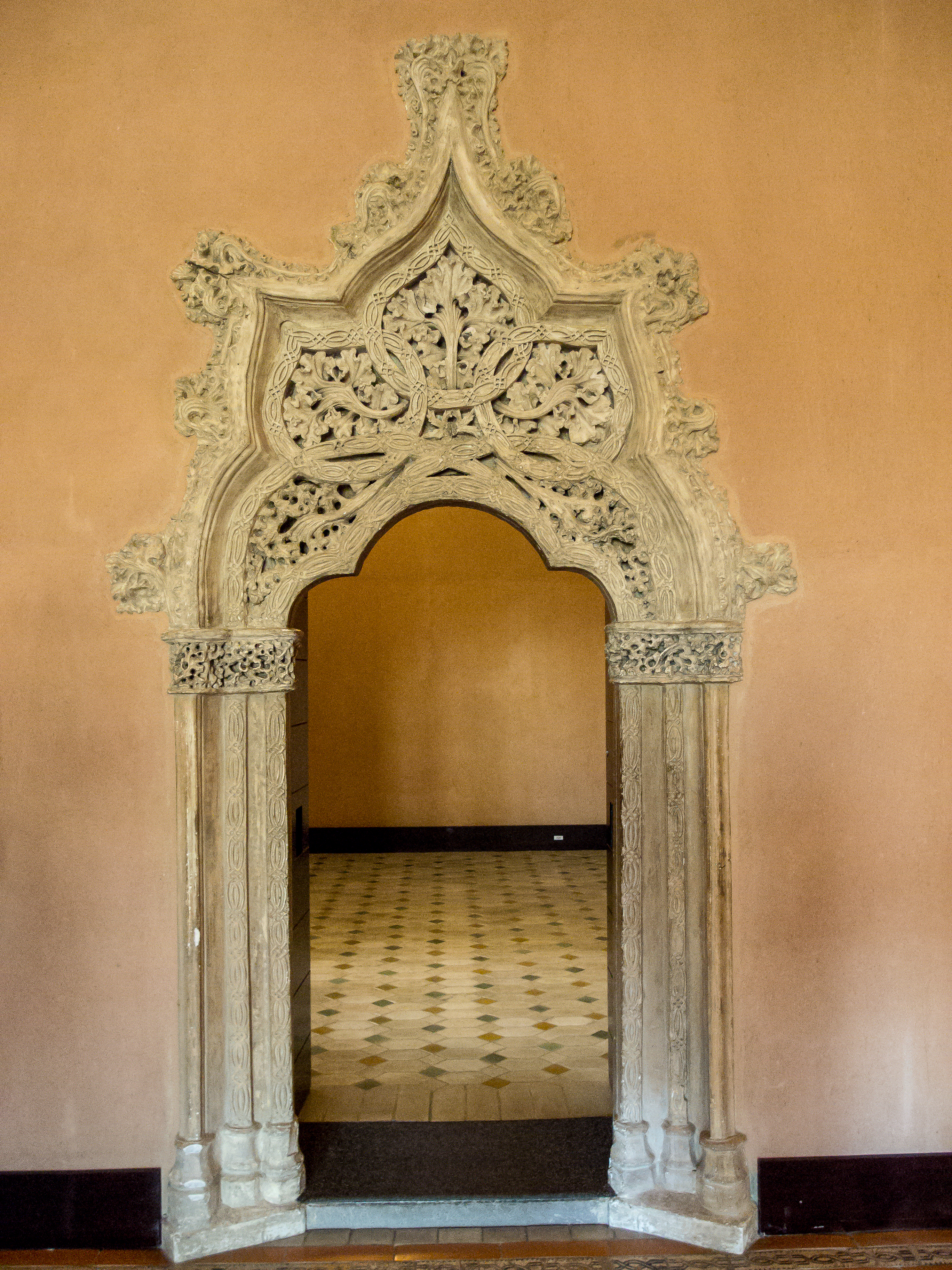
Pałac Królów Katolickich. Wejście do Sali Tronowej.

Najlepiej i najkompletniej zachowana świecka budowla późnogotycka w Hiszpanii. W końcu XV w. Królowie Katoliccy zlecili budowę pałacu królewskiego w miejscu północnego skrzydła pałacu mauretańskiego jako dodatkowego piętra wzniesionego na istniejącej już budowli. Pałac ten zastąpił górny poziom pomieszczeń z okresu taifatu. Podczas budowy przeprowadzonej w latach 1488–1495 zatrudniano lokalnych murarzy obeznanych ze stylem mudéjar. By nowy poziom mógł utrzymać się nad istniejącym parterem, konieczne było dobudowanie pięciu masywnych kolumn, które wraz z kilkoma ostrołukami utworzyły nowy przedsionek. Pałac osiągalny jest z klatki schodowej, łączącej elementy gotyckie z mudéjar. Dziś dostępne są dwa pomieszczenia z trzech – Sala Tronowa (Gran Salón) oraz Sypialnia Królewska (Salón de la Alcoba); trzecie zostało zamknięte z powodu przywrócenia kopuły meczetu. Jednym z najcenniejszych elementów wystroju Pałacu Królów Katolickich są podłogi, oryginalnie pokryte azulejos wykonanymi u schyłku XV w. w słynnym ośrodku ceramiki Loza de Muel. Dziś płytki zachowały się fragmentarycznie, lecz pozwoliło to na odtworzenie podłogi naśladującej układ historycznej. Innym cennym elementem są drewniane sklepienia w stylu „mudéjar – Królów Katolickich”, gdzie w geometrycznej siatce rzeźbionego drewna umieszczone są heraldyczne motywy Izabeli i Ferdynanda: jarzmo, strzały, węzeł gordyjski oraz motto „Tanto monta”. W pałacu tym Izabela i Ferdynand odbierali hołd prowincji po zdobyciu Grenady w 1492.

#### Sala Tronowa
Nad głównym wejściem znajduje się herb monarchii Królów Katolickich, na który składają się herby królestw: Kastylii, Leonu, Aragonii, Sycylii i Grenady. Trzy małe kwadratowe sale poprzedzające Salę Tronową, zwane „pokojami zaginionych schodów”, służyły prawdopodobnie jako poczekalnia dla oczekujących na audiencję. W Sali Tronowej znajduje się niezwykły sufit, niegdyś odbijający się w posadzce.

## Późniejsze przebudowy

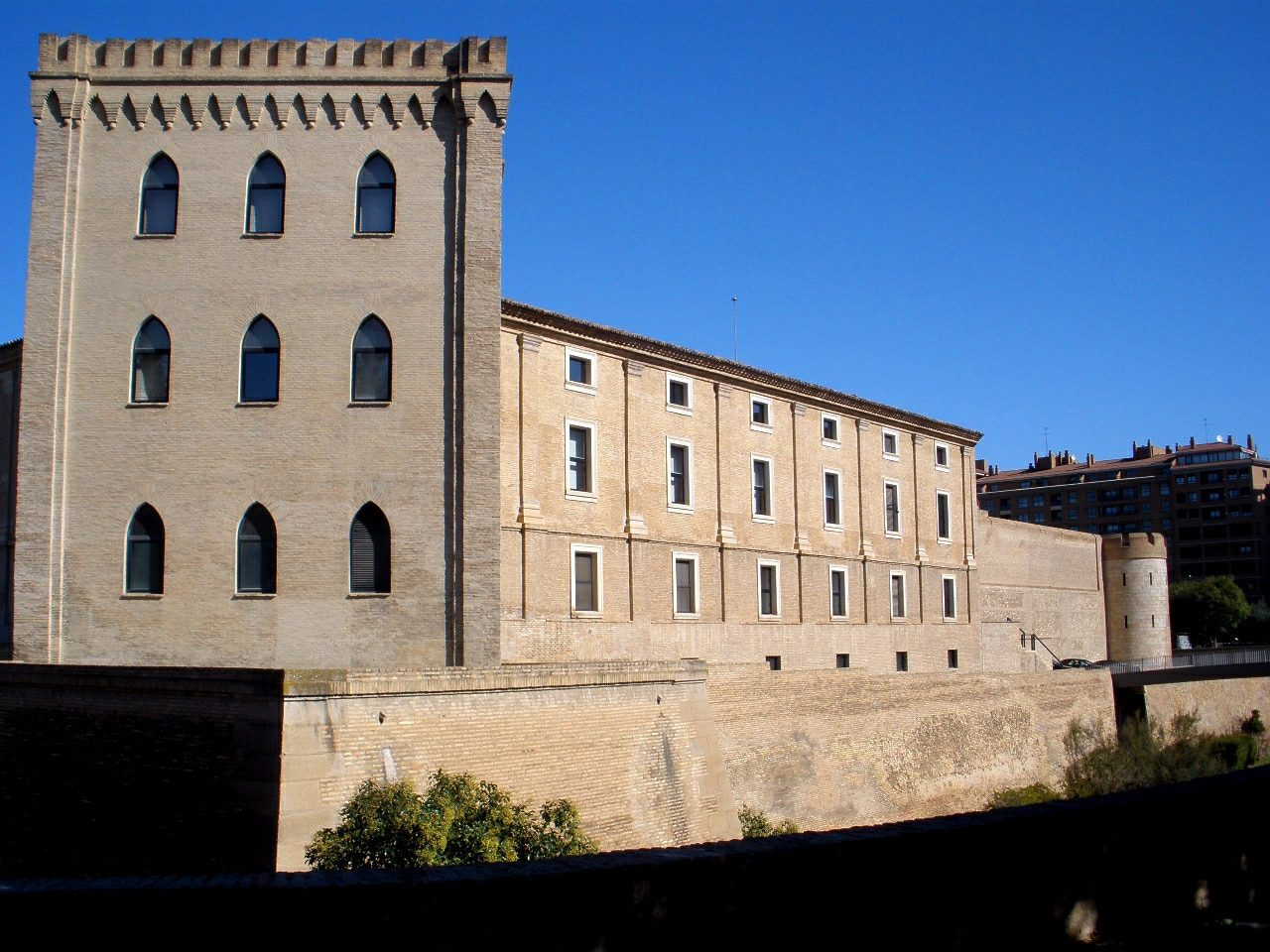
Jedna z wież neogotyckich

W wyniku rewolty aragońskiej z 1591 król Filip II zdecydował się na przebudowę pałacu w twierdzę, mającą na celu powstrzymanie kolejnych buntów w przyszłości. Przebudowę kompleksu powierzono włoskiemu inżynierowi wojskowemu Tiburzio Spannocchiemu. Zbudował on zespół pomieszczeń przystawionych do ścian południowej i wschodniej. Wokół całego budynku wzniesiono mur marlonowy, pozostawiając wewnątrz okrągłą przestrzeń i kończącą się w czterech narożnikach czterema pięciobocznymi bastionami, których podstawy można oglądać do dziś. Całe założenie otoczone było szeroką na dwadzieścia metrów fosą, poprzecinaną dwoma mostami zwodzonymi po stronie wschodniej i północnej. W 1705 (wojna o sukcesję hiszpańską) twierdza służyła jako koszary, jednak pełnoprawne przekształcenie kompleksu w koszary miało miejsce dopiero w 1772. Przebudowano wtedy wszystkie mury w stylu dziś widocznym w murze zachodnim. Renowacja budynków, podążając za oświeceniowym duchem epoki, zakładała prostotę i funkcjonalność. Ostatnią zmianą było dodanie w 1862 czterech wież neogotyckich, z których dwie nadal widoczne są w narożnikach (północno-zachodnim i południowo-wschodnim). W tym samym roku pałac przeszedł z rąk królewskich w ręce Ministerstwa Wojny. Choć głosy o zagrożeniu dziedzictwa architektonicznego pałacu pojawiły się w 1845, prace renowacyjne ruszyły dopiero w 1947. Kierujący nimi Francisco Íñiguez Almech z jednej strony przyczynił się do ocalenia pałacu, z drugiej jednak strony bazując na ówczesnych technikach konserwatorskich działał stosując inne kryteria niż obecnie. Pokrył on elementy ścian ze szczątkami dawnej farby farbą akrylową; czynność ta jest nieodwracalna, dlatego też nigdy nie uda się już określić oryginalnego pigmentu ornamentyki. Koszary wojskowe mieściły się w Aljaferii do lat 60. XX w.; w tym okresie ornamentyka ścian ukryta była pod ochronną warstwą gipsu. W 1984 pałac został zaproponowany jako siedziba Kortezów Aragonii, co doprowadziło do kolejnych renowacji budynku i jego adaptacji do nowej funkcji.